# Остволд (Олдамбт)
Остволд (нід. Oostwold) — село у провінції Гронінген, на північному сході Нідерландів. Розташованe у муніципалітеті Олдамбт. У селі розташований аеропорт Остволд. Станом на 2019 рік у селі проживало 960 осіб.